# Comitatul Lika-Krbava
Comitatul Lika-Krbava (în sârbă Личко-крбавска жупанија, în croată Ličko-krbavska županija, în maghiară Lika-Korbava vármegye) a fost o subdiviziune administrativă istorică (županija) din Regatul Croația-Slavonia. Croația-Slavonia a fost un regat autonom în componența Pământurilor Coroanei Sfântului Ștefan (Transleithania), partea ungură a Imperiului dualist Austro-Ungar. Teritoriul său este acum în sud-vestul Croației. Capitala de comitat a fost de Gospić.

## Demografie
În 1910, populația comitatului era de 204.710 locuitori, dintre care: 
- Sârbi -- 104.036 (50,82%)
- Croați -- 100.346 (49,02%)
- Alții/necunoscuți (maghiari, germani, etc) -- 328 (0,16%)

## Subdiviziuni
La începutul secolului 20, subdiviziunile comitatului Lika-Krbava erau următoarele:
| Districts        | Districts   |
| District         | Capitală    |
| ---------------- | ----------- |
| Donji Lapac      | Donji Lapac |
| Brinje           | Brinje      |
| Gospić           | Gospić      |
| Gračac           | Gračac      |
| Korenica         | Korenica    |
| Otočac           | Otočac      |
| Perušić          | Perušić     |
| Udbina           | Udbina      |
| Senj             | Senj        |
| Districte urbane |             |
| Senj             |             |